# Genzano di Roma
Genzano di Roma is een gemeente in de Italiaanse provincie Rome (regio Latium) en telt 22.564 inwoners (31-12-2004). De oppervlakte bedraagt 18,2 km², de bevolkingsdichtheid is 1203 inwoners per km².

## Demografie
Genzano di Roma telt ongeveer 7866 huishoudens. Het aantal inwoners steeg in de periode 1991-2001 met 7,8% volgens cijfers uit de tienjaarlijkse volkstellingen van ISTAT.
| Jaar | Inwoneraantal |
| ---- | ------------- |
| 1991 | 20.570        |
| 2001 | 22.178        |

## Geografie
De gemeente ligt op ongeveer 435 m boven zeeniveau.
Genzano di Roma grenst aan de volgende gemeenten: Ariccia, Lanuvio, Nemi, Velletri.